# Джо-Макс Мур
Джо-Макс Мур (англ. Joe-Max Moore, нар. 21 лютого 1971, Талса, США) — колишній американський футболіст, який грав у трьох чемпіонатах світу за збірну США. Грав в Англії, Німеччині та США. Завершив кар'єру в команді «Нью-Інгленд Революшн». За збірну США зіграв 100 матчів і забив 24 голи.

## Клубна кар'єра

### Ранні роки
Мур народився у місті Талса, Оклахома. У віці 14 років переїхав у Ірвайн, Каліфорнія, де грав у футбол за середню школу. Після школи грав у Національній асоціації студентського спорту за Каліфорнійський університет в Лос-Анджелесі. Тут також грали його майбутні партнери по збірній: Бред Фрідель, Кріс Гендерсон і Кобі Джонс. На першому курсі він забив 11 м'ячів, тим самим допоміг команді виграти чемпіонат. За всю кар'єру в коледжі він забив 38 м'ячів і віддав 24 результативних передач в 65 іграх.

### Виступи в Німеччині
У липні 1994 року перейшов в клуб другого німецького дивізіону «Саарбрюкен», за який у 25 матчах забив 13 м'ячів. У 1995 році перейшов В німецький «Нюрнберг». За «Нюрнберг» зіграв 25 матчів в яких забив 8 м'ячів.

### «Нью-Інгленд Революшн»
В 1996 році перейшов клуб «Нью-Інгленд Революшн», який виступав у Major League Soccer (MLS). За 4 роки, проведені в клубі, він став найкращим бомбардиром. Найгіршим був 1997 рік, де він отримав травму і зіграв лише 11 матчів, забивши 4 м'ячі. Крім того, листопаді-грудні 1997 року перебував в оренді у еквадорському клубі «Емелек».

### «Евертон»
Успіхи на батьківщині привели до повернення Мура в Європу, на цей раз в англійську Прем'єр-лігу, в «Евертон», куди він перейшов у листопаді 1999 року. «Евертону» Мур дістався безплатно. Контракт з клубом був підписаний на 3,5 роки із зарплатою приблизно в 600 000 доларів за сезон.
Мур вдало дебютував, забивши в 5 іграх 5 м'ячів. Однак поволі ставав все менш і менш ефективним. В підсумку Мур, який потерпав через травму коліна, в грудні 2002 року розірвав контракт за взаємною згодою.

### Завершення кар'єри
2003 року повернувся в «Нью-Інгленд Революшн». У тому сезоні переніс кілька травм, зігравши лише в 16 матчах, в яких забив 4 м'ячі. У 2004 році був його останній сезон, в якому він провів 3 гри й не забив жодного гола. Мур планував повернутися у 2005 році, але знову пошкодив коліно. 25 січня 2005 року оголосив про завершення кар'єри.

## Національна команда
Під час навчання в коледжі Мур почав грати за збірну. У 1989 році він був частиною збірної США U-20, яка посіла п'яте місце на молодіжному чемпіонату світу (U-20) у 1989 році. У 1991 році Мур забив переможний гол у матчі проти збірної Мексики на Панамериканських іграх, і допоміг своїй команді виграти золоті нагороди турніру.
У 1992 році Джо-Макс був членом олімпійської збірної США, яка не змогла вийти з групи на турнірі.
Після сезону 1992 року Мур підписав контракт з національною командою США. Починаючи з 1988 року Федерація футболу США почали підписувати топгравців США, що зробило національну збірну США де-факто професійним клубом. Перша поява Мура у збірній США відбулась проти Канади 3 вересня 1992 року. У складі збірної США Мур взяв участь у чемпіонаті світу 1994 року, але не з'являвся на полі, після чого зіграв і на двох наступних «мундіалях», з'являючись в обох турнірах. На останньому турнірі Мур став шостим гравцем в історії збірної США, який провів за неї 100 матчів, зігравши в матчі проти Польщі в останньому матчі групового етапу. Цей матч став останнім для Мура у футболці збірної. Його 24 голи за США зробили його шостим в історії гравцем, випереджали його лише Лендон Донован, Клінт Демпсі, Ерік Віналда, Браян Макбрайд і Джозі Алтідор.

## Титули та досягнення
- Срібний призер Золотого кубка КОНКАКАФ: 1993, 1998
- Бронзовий призер Золотого кубка КОНКАКАФ: 1996